# Байрамов, Орхан Этибар оглы
Орхан Этибар оглы́ Байрамов (азерб. Orxan Etibar oğlu Bayramov; род. 15 апреля 1985, Болади, Ленкоранский район) — азербайджанский кинорежиссёр, сценарист, продюсер.

## Биография
Родился 15 апреля 1985 года в селе селе Болади Ленкоранского района. В 1991-2002 годах получил среднее образование в средней школе № 1 имени Шахида Нахира Ахундова в селе Болади. С 2003 по 2004 год служил в армии.
В 2005–2010 годах получил среднее специальное образование в  Азербайджанском государственном финансово-экономическом колледже на факультете финансов и кредита.
В 2010–2014 годах окончил Азербайджанский государственный университет культуры и искусств, факультет режиссуры.
С 2009 по 2014 год был тренером Федерации капоэйры Азербайджана. Также занимался кинопроизводством.

## Творчество
Творческие годы начинаются с 2010 года. В 2010-2013 годах был соавтором сценариев и снял фильмы «На пороге  смерти» (англ. Turn of Death),  «На пороге смерти 2» (англ. Turn of Death 2) и «Кошелек» - (англ. Wallet), в созданной им  компании «Yarasa Film». Работая в Азербайджанской Федерации капоэйры, совместно с компанией «Sport Service Company» сняли короткометражные фильмы «Экологическая  миссия» (англ. Ecological Mission) и «На  пороге смерти 3» (англ. Turn of Death 3). Сценарии этих фильмов также были написаны совместно.
В 2015 году он переименовал "Yarasa film" в "Yarasa Art Pictures" и начал свою первую профессиональную карьеру в кино. В 2015-2017 годах снял первый полнометражный художественный фильм Однажды в Шеки (англ. The Game), совместный проект Азербайджана и Турции, сценарий которого принадлежит Эрену Азаку.

## Фильмография

### Короткометражные фильмы
| Год  | Заголовок                                         | Режиссёр | Сценарист | Продюсер | Примечания |
| ---- | ------------------------------------------------- | -------- | --------- | -------- | --- |
| 2011 | «На пороге смерти» - (англ. Turn of Death)        | Да       | Да        | Да       | |
| 2012 | «На пороге смерти 2» - (англ. Turn of Death 2)    | Да       | Да        | Да       | |
| 2013 | «Кошелек» - (англ. Wallet)                        | Да       | Да        | Да       | |
| 2013 | «Экологическая миссия» (англ. Ecological Mission) | Да       | Да        | Нет      | Official selected- First-Time Filmmaker Sessions, Zeitimpuls shortfilm, Lahore International Children's Film Festival |
| 2014 | «На пороге смерти 3» - (англ. Turn of Death 3)    | Да       | Да        | Да       | Official selected- First-Time Filmmaker Sessions                                                                      |
| 2018 | Мунаджат                                          | Да       | Да        | Нет      | |
| 2020 | «Абрикосы» - (англ. The Apricots)                 | Да       | Да        | Да       | |
| 2020 | «Беги-беги» - (англ. Run Run)                     | Да       | Да        | Да       | Official selected- First-Time Filmmaker Sessions,The Lift-Off Sessions                                                |
| 2020 | «Убить, убить» (англ. Kill Kill)                  | Да       | Да        | Да       | Nominated- GOLD COAST INTERNATIONAL FILM FESTIVAL, Winner-NAFCo Film Festival                                         |
| 2021 | «Убить Ашота» - (англ. Kill Ashot)                | Да       | Да        | Да       | Post-production |

### Фильмы
| Год  | Заголовок                          | Режиссёр | Сценарист | Продюсер | Примечания                                |
| ---- | ---------------------------------- | -------- | --------- | -------- | ----------------------------------------- |
| 2017 | Однажды в Шеки (англ. The Game)    | Да       | Да        | Нет      | Он также является директором по кастингу. |
| 2022 | «Наркодилеры» (англ. Narco Dealer) | Да       | Да        | Да       | Pre-production                            |

### Документальные фильмы
| Год  | Заголовок                                                                 | Режиссёр | Сценарист | Монтажёр | Примечания                     |
| ---- | ------------------------------------------------------------------------- | -------- | --------- | -------- | ------------------------------ |
| 2014 | «Путешествие любви» - (англ. Spiritual Journey - Arbaeen)                 | Нет      | Нет       | Да       | Winner- Arbaeen Int’l Festival |
| 2020 | «Наша древняя родина - Кедабек» - (англ. Our ancient homeland is Gadabay) | Да       | Нет       | Нет      | [ 17 ] [ 18 ] [ 19 ] [ 20 ]    |

### В роли актера
| Год  | Заголовок                                      | Роли                               |
| ---- | ---------------------------------------------- | ---------------------------------- |
| 2011 | «На пороге смерти» - (англ. Turn of Death)     | Маджнун                            |
| 2012 | «На пороге смерти 2» - (англ. Turn of Death 2) | Пограничная полиция                |
| 2013 | «Кошелек» - (англ. Wallet)                     | Вор                                |
| 2014 | «На пороге смерти 3» - (англ. Turn of Death 3) | Заложник                           |
| 2015 | «Пытаться» - (англ. Try)                       | Боец                               |
| 2017 | Однажды в Шеки (англ. The Game)                | Спецназ                            |
| 2020 | «Абрикосы» - (англ. The Apricots)              | Глава армянской мафии              |
| 2020 | «Беги-беги» - (англ. Run Run)                  | Преступник                         |
| 2020 | «Убить, убить» (англ. Kill Kill)               | Преступник                         |
| 2021 | «Убить Ашота» - (англ. Kill Ashot)             | Армянский и азербайджанский солдат |

## Премии и награды
Документальный фильм «Путешествие любви» («Spiritual Journey - Arbaeen») выиграл 3-ю Международную премию «Arbaeen Photos and Videos Award» в Тегеране в 2017 году.
Короткометражный фильм «Убить, убить» («Kill Kill») был показан в NAFCo (Северный аппалачский фильмовый коллектив) 26—28 февраля 2021 года в Нью-Йорке, Пенсильвании, Огайо, Мэриленде и Вирджинии, США. Стал победителем в номинации «Judges Awards Drama» среди короткометражных фильмов на Зимнем кинофестивале. На фестивале было представлено 1800 фильмов из 93 стран.
Короткометражный фильм «Экологическая миссия» («Ecological Mission») был выбран в качестве «Official Selection» на «Zeitimpuls shortfilm» и «Lahore International Children's Film Festival» 4 марта 2021 года.
Короткометражный фильм «Убить, убить» («Kill Kill») был номинирован на "Semi Finalist" среди короткометражных драм на «Gold Coast International Film Festival» в Нью-Йорке 6 марта. Фильм снят в стиле "таймлапс".
Короткометражный фильм «Беги-беги» («Run Run») также был номинирован на "Official Selection" фестиваля «The Lift-Off Sessions» в тот же день (6 марта) и фестиваля «First Time Filmmaker Sessions» 11 марта.